# توکوگاوا ایه‌تسونا
توکوگاوا ایه‌تسونا ((به ژاپنی: 徳川 家綱,Tokugawa Ietsuna)؛ ۷ سپتامبر ۱۶۴۱ – ۴ ژوئن ۱۶۸۰) چهارمین شوگون از شوگون‌سالاری توکوگاوا بود.